# 熊本恭子
熊本 恭子（くまもと きょうこ、1969年〈昭和44年〉7月25日 - ）は、元東日本放送アナウンサー。東京都日野市出身。東京学芸大学卒。1999年3月、フリーに。
局アナ時代に小泉今日子の「キョンキョン」をもじって、「クマキョン」の愛称でも知られていた。

## 局アナ時代の担当番組
- モモの時間
- 八波一起のTVイーハトーブ（初代アシスタント)[1]